# 野性の呼び声
『野性の呼び声』（やせいのよびごえ）または『荒野の呼び声』（こうやのよびごえ）は、アメリカ合衆国の作家ジャック・ロンドンによって1903年に書かれた中編小説である。飼い犬のバックが、さらわれてそり犬になり、様々な体験を通じて野性を目覚めさせ、自然に帰るまでを描く。
物語は、19世紀末・クロンダイク地方のゴールドラッシュ（クロンダイク・ゴールドラッシュ）時期のカナダ・ユーコン準州での厳しい環境を背景としている。当時、丈夫なそり犬の需要は高く、作中の記述によると100-300ドル程度で取引される犬もあった。
飼い犬であったバックは、カリフォルニア州ののどかな屋敷から誘拐され、そり犬として売られて苛酷な運命にさらされる。本作品は、バックがその環境変化の中で、人間および他の犬とかかわり方を学び、極寒の自然の中で生き残る戦いを描いている。彼は本能に頼り、尊敬され恐れられるリーダーとなる。最終的には、最後の飼い主が死亡した後に、彼はうわべの文明を完全に捨てて狼の群れに合流し、インディアンに幽霊犬と呼ばれ恐れられる存在となった。
ロンドンはユーコン準州でほぼ一年を過ごし、本作品の題材となる経験を得た。1903年7月にサタデー・イブニング・ポストで初めて発表され、同年8月にハードカバーで出版された。本作品はロンドンの最初の成功作であり、代表作として扱われる。日本での出版は堺利彦による翻訳が最初であり、1917年（大正6年）雑誌『中外』に掲載、1919年（大正8年）に書籍として刊行された。その後、複数の翻訳者による20点以上の訳書が出版されている。本作品の最初の映画化は1908年であり、その後何度も映像化されている。

## あらすじ

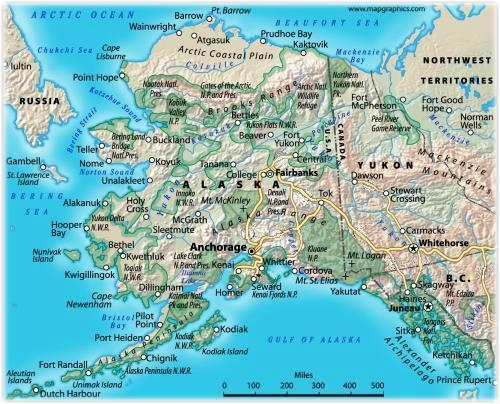
アメリカ・アラスカ州とカナダ・ユーコン準州

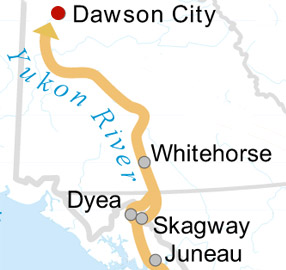
地図　犬ぞりが移動した場所
第2章-第3章（先導犬はスピッツ）
ダイイー(Dyea)→ラパージ湖畔（ホワイトホースの北）→ドーソン(Dawson)
第3章-第4章（途中から先導犬はバックに交代）
ドーソン→ラパージ湖畔→スカグウェイ(Skagway)
第4章-第5章（郵便ぞり）
スカグウェイ→ドーソン
ドーソン→スカグウェイ
第5章（ハルたち3人組・目的地はドーソン）
スカグウェイ→ユーコン川とホワイト川の合流点（ドーソンの南）
注意 図中の線と作中のルートが完全に一致するとは限らない。

物語は、カリフォルニア州サンタクララバレー（現在ではシリコンバレーの一部として知られる）で幕をあける。セント・バーナードとスコットランド系牧羊犬の雑種であるバックは、ミラー判事の飼い犬として快適な生活を送っていた（当場時の体重は140ポンド,約63kg）。しかしながら、バックは4歳のある日、庭師助手にさらわれ、売り払われてしまった。彼は、シアトルの犬販売業者「赤いセーターの男」と出会ったとき、輸送中の虐待に対する怒りにまかせて襲い掛かるが、逆に棍棒で殴られ、棍棒を持つ人間には逆らわないことを学ぶ。
バックは、シアトルで二人組のフランス系カナダ人に買われ、カナダのユーコン準州クロンダイク地方に移動し、そり犬として働くようになる。その地でバックは、そりのチームメイトの犬を観察し、寒い冬の夜と群れでの生き残り方をすばやく学ぶ。性悪な先導犬（リード・そりで先頭になる犬)であるスピッツとバックは対立するが、最終的にバックがスピッツに闘い勝つ。この闘いで負けたことで、スピッツは（そり犬チームではない）エスキモー犬の群れによって殺される。バックはスピッツに代わって先導犬となり、優れたリーダーシップを発揮するようになる。
政府命令により、そり犬チームは、郵便で働くスコットランド系混血の男に引き渡されて、重い荷物を運ぶことになる。そり犬たちは、満足に休みを取れないまま郵便ぞりで酷使された。その結果、疲れて使い物にならないほど弱ったと判断された犬たちは、売り払われることになった。バックたちのチームは、ハル、ハルの姉マーシーディーズ、マーシーディーズの夫チャールズの三人組に売却された。この三人組は北の荒野での経験が少く、そりについても犬についても素人であり、多くの犬を死なせながら無謀な旅を行うことになる。
三人組とそり犬たち一行は旅の途中で、経験豊富なアウトドアマンであるジョン・ソーントンに出会う。ソーントンは、川の氷上のそり道を通るのは氷が融けて危険であると警告する。しかし、三人組は警告を拒絶して犬たちに動き始めるように命令する。バックは疲れており、氷が割れそうだと感じたこともあって、動けない振りをして命令に従わなかった。怒ったハルがバックを棍棒で打ち据えるのを見たソーントンは、バックを助け三人組から引き離して保護した。その直後、川面のそり道を進んだ三人組は、氷が割れて、犬ぞりと一緒に川の中に消えてしまう。
ソーントンはバックを健康になるまで世話をし、その後も愛情を持って彼を扱う。バックもそれに応じて、ソーントンを愛するようになりソーントンには献身的に振舞うようになる。だが、そり犬のときに身につけたものは消え去ってはいなかった。その後、ソーントンと二人の仲間は、バックたち数匹の犬と金採掘の旅に出て、運よく金を見つけ出す。ソーントンたちがその地で金を採鉱する間、バックは周囲の森に出歩くようになる。森の中で狼と出会って交流する中で、バックは野性への思いを強めるが、一方でキャンプ地に戻りソーントンとふれあう愛情にかられることもあった。
ある日、バックが森の狩りから戻ると、キャンプ地でソーントン一行がインディアンの集団によって襲われており、犬たちやソーントンの仲間が殺されていた。バックは目に付くインディアンを殺した後、姿が見えないソーントンも死んでいることを理解する。バックはその後、狼の吠え声に引き寄せられ自然の中に戻り、狼の群れの先頭に立つようになる。物語の終わりでは、バックはインディアンに幽霊犬と恐れられる存在となった。ある狼（幽霊犬）が毎年夏になるとソーントンが死んだ谷に現れ、長い遠吠えをあげて去っていくが、そのことは人々には知られていない。

## 成立の背景
サンフランシスコ生まれのジャック・ロンドンはグラマースクール卒業後、各地を労働者として渡り歩き、再びカリフォルニア州に戻った。その後、カリフォルニア大学バークレー校で学ぶも1学期で中退する。1897年にクロンダイク・ゴールドラッシュに沸くアラスカ州へ行き、ダイイー、カナダのドーソン・シティなどに、合計してほぼ1年間滞在する。しかしながら、壊血病にかかったことで、カリフォルニアへ戻ることになった。

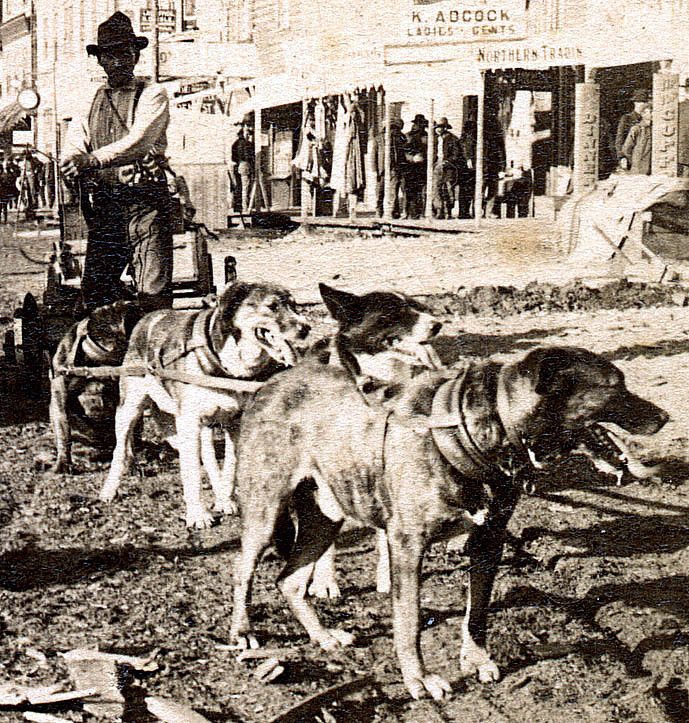
クロンダイク・ゴールドラッシュ時代の犬ぞり（1900年ドーソン・シティにて）

ロンドンが『野性の呼び声』の題材を見つけたのはアラスカであった。ダイイーは金採掘者たちが着く最初の拠点であったが、港の施設が充分でなかったため、すぐにスカグウェイ が到着点となった 。クロンダイクはスカグウェイからホワイト峠越えで到達するのだが、余りに急勾配で馬にとって過酷であり、道に散らばる多くの馬の死体によってその峠は「デッド・ホース峠｣として知られるようになっていた。馬の代わりに犬ぞりが峠を越え資材運搬に使われていた。クロンダイク・ゴールドラッシュの期間中、厚い毛皮を持つ丈夫な犬たちは「需要が多いが数が少なく値段が高かった」。ロンドンは、ドーソン・シティやその近くの冬のキャンプで、多くの犬、主要なそり道沿いにいる優れたそり犬を見たであろう。
ロンドンは、セント・バーナードとスコットランド系コリーとの雑種の飼い主であるマーシャル・レイサム・ボンドと友人となった。後に彼への手紙の中で「ええ、バックはドーソンの貴方の犬を元にしています」と認めている。イェール大学のBeinecke Library は、ロンドンが1897年にクロンダイクに滞在した時に撮られたボンド家の犬の写真を保管している。物語の冒頭でのカリフォルニアのランチスタイル・ハウス の描写は、ボンド家の邸宅に基づいている。

## 発表までの経過
ロンドンはカリフォルニアに戻ったが、仕事を見つけることができず、牧草刈りのような雑務に従事していた。彼はアラスカでの冒険についての物語を提案して出版社に照会の手紙を出したが、「アラスカへの関心は驚くほど静まってきている」と編集者は述べ、その提案は断られた。ロンドンは、1899年ごろから職業作家としての活動を開始し、1900年には処女短編集を出版、1902年には英国首都ロンドンのイースト・エンドに取材に行くなどしていた。このときの取材がルポルタージュ『どん底の人びと』につながる。
ロンドンは、『ディアブロ  — ある犬』という題名の飼い主を殺してしまうBâtardという犬の短編小説を書き、コスモポリタン1902年6月号に発表した。ロンドンの伝記作家アール・レイバーは、Bâtardの中での犬に対する邪悪な性格づけから「その生物種の名誉回復」させるために『野性の呼び声』を書き始めたと述べている。ロンドンは短編小説になることを予想していたのだが、次のように説明している。「私は、それを別の犬の話 Bâtardと対になるようにするつもりだった。…でも、それは私の手を離れて、私がそれに結末をつけることができる前に、4,000語ではなく32,000語まで伸びていった」。
『野性の呼び声』は、パルプ・マガジン市場むけのゴールドラッシュ開拓物語として書かれ、最初はサタデー・イブニング・ポストに4分割して発表された。同紙は、本作品を1903年に750ドルで買い取った。同年、ロンドンは、全権利を書籍形式で発刊するマクミラン出版社 に2,000ドルで売った。着色画で飾られた初版は、1903年8月に出版され、1ドル50セントで販売された。

## 評判とその後
『野性の呼び声』は、出版された時から非常に人気があった。ヘンリー・ルイス・メンケンはロンドンの物語について、「彼の時代のいかなる流行作家も、『野性の呼び声』で見られる以上の良い書き方はしなかった」と、書いている。1903年に『ニューヨーク・タイムズ』のある評論家は、「もしロンドン氏の本が人気にならないのならば、すべての人に明らかに備わっている闘犬への愛を満足させるような完全な方法で、そうさせるべきである」と書いている。『アトランティック・マンスリー』の評論家は、学問好きが手にするような本ではないが、「ある種の英雄であるバックが作り達成したのものは、見事な物語というものではまったく無いが、非常に力強い物語である」と書いた。
『野性の呼び声』が出版されると初版10,000部は即日完売した。いまだにアメリカ人作家によって書かれた最もよく知られている小説の一つである。ロンドンの最初の成功となり、それにより彼は生涯を通して持ち続けるリーダーシップを得た。この作品によって、ロンドンの作家としての成功と、アメリカ文壇における彼の作品の重要性が確立した。出版以来、本作品はアメリカ国内で絶版となったことはなく、読まれ、学校で教え続けられている。2011年までに多くの言語に翻訳され、47言語で出版されている。
成功を収めた後の1904年に、ロンドンはマクミラン出版に次の本（『白牙』）を提案する手紙で、バックと逆の過程で野性から飼いならされる犬について執筆したいと書いている。「経過を逆にして、文明を離れて野性化させる代わりに……犬を進歩させて文明化させようとしている」と編集者に対して書いた。
D・W・グリフィスにより『野性の呼び声』は1908年に最初に映画化された。二度目のサイレント映画は1923年である。1935年の映画では、主演にクラーク・ゲーブル （ジョン・ソーントン役）とロレッタ・ヤングが起用され、この原作では最初のトーキーであった。1972年版は、ジョン・ソーントン役としてチャールトン・ヘストンを配し、フィンランドで撮影された。

### 関連作品
- 映画
  - The Call of the Wild (1908 film) (en) 
  - 野性の叫び (1935年の映画) (en) *1
  - 野性の叫び (1972年の映画) (en) *2
  - The Call of the Wild: Dog of the Yukon (1997) (en) 
  - Call of the Wild (2009 film) (en) 
  - 野性の呼び声 (2020年の映画) (en)
- アニメーション
  - 荒野の呼び声 吠えろバック (1981年1月3日放映), 監督森下孝三, フジテレビ(日生ファミリースペシャル)*3
- 漫画
  - 『ほえろ!バック』(1976年-1977年、テレビマガジン連載、石川球太作画) - 1977年に講談社KCコミックス KCTVマガジンで『荒野の呼び声』の題名で単行本化。全2巻。

## ジャンル
『野性の呼び声』は、動物を擬人化して人間の特徴を持たせた動物フィクションである。ロンドンは、刊行された時に「犬に不自然な感情を持たせた自然偽造者である」と非難されるほど、作中でバックに人間の思考と洞察力を持たせた。同時代人であるフランク・ノリスやセオドア・ドライサーとともにロンドンは、エミール・ゾラのようなヨーロッパの小説家の…遺伝と環境の対立を探るといった主題がある…自然主義文学に影響を受けていた。研究者リチャード・レーハンによれば、ロンドンが採用したジャンルは文学に新しい活力を与えたとしている。
この物語は、神話的ヒーローが自然に戻るというアメリカパストラル（田園文学）主義…アメリカ文学で一般的なテーマ…の一例でもある。リップ・ヴァン・ウィンクルやハックルベリー・フィンといったアメリカ文学の他の登場人物と同じように、バックは工業化と社会的慣習に逆らい、自然への回帰を見せる反応を象徴している。ロンドンは物語の中で、単純で明らかかつ強力にモチーフを提示し、そのモチーフは、後の20世紀アメリカ小説の中でウィリアム・フォークナーとアーネスト・ヘミングウェイが繰り返すモチーフとなった 。ドクトロウは、それは「熱烈にアメリカ人であることだ」と述べている。
アメリカ文学者ドナルド・ピッツァーによれば、この物語の不朽の魅力は、寓意像・たとえ話・寓話の組み合わせであるという。この物語は、動物が真実を話す古くからのイソップ物語のような動物寓話の要素、あるいは獣が「ウィットを洞察力の代わりにする」伝統的な獣の寓話の要素が組み込まれている。ロンドンは、動物寓話とたとえ話を組み合わせてその数年前に書かれているラドヤード・キップリングの『ジャングル・ブック』および20世紀初頭のほかの人気動物小説に影響を受けている。ロンドンは『野性の呼び声』の中でそれらの物語に足りない意義を加え強調している。
伝記作家レイバーによれば、ロンドンは作家としては形式を手抜きする傾向があり、『野性の呼び声』も『白牙』も従来の小説ではない。物語は英雄話の原型に従っている。主人公であるバックは各地を移動しながら変わっていき、伝説の存在となる。レイバーによれば、物語ははっきりと4部に分かれている。 最初の部分ではバックは生きるための暴力と闘いを経験し、第2部では彼自身が群れのリーダーであると立証し、第3部は（象徴的かつほぼ文字通りに）彼のもとに死をもたらし、最終第4部で生まれ変わる。

## テーマ
本書の主なテーマは、生存と野性への復帰である。ピッツァーは、テーマは、寓話的で明らかな「強くあるもの・賢くあるものそして狡猾であるものが勝利する、人生が非道である場合には」であると書いている。愛と忠誠心をささげたソーントンが死ぬまではバックが野性に帰ることを拒絶していたことを示すことで、愛と贖罪についてのキリスト教的テーマもまた明らかであると、ピッツァーは触れている。自分の犬の保有権について争議まで起こしたロンドンは、信頼と愛が犬（特に使役犬）とその飼い主の間の忠誠心を作ることを知っていた。
E・L・ドクトロウはモダン・ライブラリー版の『野性の呼び声』に「序文」を書いているが、その中でテーマはダーウィン流の適者生存に基づいていると述べている。ロンドンはバックを、人間・他の犬・環境…それらはすべてがバックにとって挑み、征服し、生き残る必要がある…との対立の中に置いている 。飼い犬であったバックは、生き残るために先祖の能力を取り戻す必要があり、野性に戻るには野性的であることを学ばなければならなかった。バックは「棍棒と牙」が法である世界でそれを学んだ。そこは群れの掟が法であり、気立ての良い犬は殺されてしまうだろう場所である。つまり、どのような手段でも生き残ることが最高命題である。
ピッツァーによればロンドンはまた「生まれと育ちの対比」の問題を探っている。バックはペットとして育ったが、本性としては一匹の狼であった。環境の変化にあわせて生き残って闘い、群れのリーダーとなるために、バックは野性や強さを目覚めさせた。さらにピッツァーは、「本書は、苛酷な環境に向き合っているときは特に、人の本質について、強さが支配的になり野性に戻るというテーマをアピールしている」と述べている。 
うわべの文明は薄く壊れやすく、本作品において、人間性の本質と野性への戻りやすさの残虐性をロンドンが露わにしているとドクトロウは書いている。ロンドンのマルクス主義への関心が、人間性が物質主義によって動機付けされるというサブテーマで明らかにされ、ニーチェの哲学への関心がバックの性格付けによって示されている。ロンドンはバックの性格付けにおいてある種のニーチェの概念による超人…この場合、生きながら伝説となった犬…を創りだした。
バックが次第に文明から離れていく本作品は、登場人物が学び成長するといった教養小説の風刺であるとドクトロウは見ている。苛酷な環境に弱い人間とは違って、厳しい極寒の環境に独特な対応し成功した社会構造を持っている狼の群れに合流するには、バックは準備を整えなければならなかった。

## 記述スタイル
放浪への憧れに胸高鳴り、 "Old longings nomadic leap,"

習慣の鎖に心いら立つ。 "Chafing at custom’s chain;"

冬の眠りから再び "Again from its brumal sleep"

野性の血が目を覚ます "Wakens the ferine strain."
—ジャック・ロンドン（辻井栄滋 訳）、野性の呼び声 
本作品は、1902年に刊行された『ブックマン』の中のジョン・マイヤーズ・オハラによる『先祖返り』という名の詩の開始四行の連から始まる。そのスタンザは本作品の主要なモチーフの一つの輪郭を表現し、太陽輝くサンタクララバレーで育ったバックは、生まれつきの本能と性質に戻っていく。
ロンドンが用いている異なる局面で変わっていく象徴と比喩表現を通して、テーマが移り変わっていくとレイバーは述べている。連れ去られて新たな自分自身を作り始める最初の局面での比喩と象徴は、痛みと血の強いイメージを伴う物理的暴力を示している。第2の局面では、疲労が支配的なイメージになり、バックの身近に死が描かれ、彼にとっても無縁ではないことが描かれる。第3の局面では、再生と生まれ変わりの時期を示して春に舞台を移す。最終部分では、野性への復帰を象徴する広い範囲での伝説が語られる。
設定は象徴的である…冒頭のカリフォルニア（南）は穏やかで物質文明的な世界を表し、主な舞台（北）は文明から外れた世界を象徴して厳しい競争にさらされる世界である。ロンドンが学び、バックの物語が示すように、アラスカでの厳しさ、無慈悲さ、および空虚さは命を縮めるように作用する。権力と支配権を握ろうとするスピッツ犬を、バックは打ち負かす。バックがハルたち三人組に売られたとき、彼は汚れているキャンプで自分自身を見つける。彼らは犬の扱い方も知らない自然を撹乱する侵入者である。それに対して、「自然と共に生きている」と表現されキャンプを清潔に保つバックの次の主人であるジョン・ソーントンと彼の二人の仲間は、動物を丁寧に扱い、自然の中での人間の品位を示している。ソーントンとその仲間は、バックと違って戦いに敗れるが、ソートンの死まではバックは完全には原始状態の野性に戻ることはなかった。
登場人物たちもまた象徴的な形式である。ソーントンと彼の仲間は忠誠心、純粋さと愛を表現する一方で、ハルたち三人組は虚栄心と無知を象徴している。比喩的描写の多くは、寒さ・雪・氷・闇などを強調する飾気の無い単純なものである。
ロンドンは作中の動きに対応して文章のスタイルを変化させている。ハルたち三人組の記述については、彼らが荒野への侵入者であることに対応させて、大げさなスタイルで書いている。逆にバックと彼の行動を説明するときには、（ヘミングウェイの文章スタイルの祖となるような）切り詰めた単純な文章スタイルで書いている。
物語は、フロンティア冒険譚として、エピソードが整理された時系列的で筋が良く通るような手法で書かれている。その書き方は当時人気があった雑誌冒険記事のスタイルを具体化したものであり、ドクトロウは「語りかけるような物語で、その結果、われわれに満足をもたらす」と述べている。

## 日本語訳
- 『野性の呼聲』堺利彦訳 叢文閣 1919年
- 『野性の呼び声』山本政喜訳 万有社 1950年
  - 『荒野の呼び声』山本政喜訳 角川文庫 1953年
- 『荒野の呼び声』岩田欣三訳 岩波文庫 1954年
- 『野性の呼び声』三浦新市訳 河出文庫 1955年
- 『荒野の呼び声』尾上政次訳 研究社出版・アメリカ文学選集 1957年
- 『世界大ロマン全集 第28巻 荒野の呼び声』阿部知二訳 東京創元社 1957年 のち偕成社文庫
- 『野性の呼び声』大石真訳 新潮文庫 1959年
- 『世界名作全集 第29 荒野の呼び声』石田英二訳 平凡社 1960年
- 『荒野の呼び声』鶴田知也訳 「少年少女世界の名作文学16」小学館 1967年
- 『現代アメリカ文学選集 第6 野性の呼び声』森岡栄訳 荒地出版社 1968年
- 『世界文学全集 3 野性の呼び声』新庄哲夫訳 学習研究社 1977年
- 『野性の呼び声』矢崎節夫訳 春陽堂少年少女文庫 1978年
- 『世界文学全集 87 野性の呼び声』井上謙治訳 講談社 1979年
- 『世界動物文学全集 24 野性の呼び声』辺見栄訳 講談社 1980年
- 『荒野の呼び声』海保眞夫訳 岩波文庫 1997年
- 『野性の呼び声』辻井栄滋訳 社会思想社・現代教養文庫 2001年
  - 『ジャック・ロンドン選集 決定版 1』辻井栄滋訳 本の友社 2005年
- 『野性の呼び声』深町眞理子訳 光文社古典新訳文庫 2007年